# Зенкова (деревня)
Зенкова — упразднённая деревня в Вагайском районе Тюменской области России. Входила в состав Супринского сельского поселения. В 2004 году исключена из учётных данных, в связи с прекращением существования.

## География
Деревня находилась в восточной части Тюменской области, в пределах подтаёжно-лесостепного района лесостепной зоны, на правом берегу реки Иртыш в месте впадения в нее реки Мысаевка, на расстоянии примерно 2 километра (по прямой) к юго-западу от поселка Курья.

## История
До 1917 года входила в состав Дубровной волости Тобольского уезда Тобольской губернии. По данным на 1926 год состояла из 34 хозяйств. В административном отношении входила в состав Салинского сельсовета Дубровинского района Тобольского округа Уральской области.

## Население
| 1989 | 2002 |
| ---- | ---- |
| 0    | →0   |

По данным переписи 1926 года в деревне проживало 150 человек (76 мужчин и 74 женщины), в том числе: русские составляли 100 % населения.